# Заречье (Коротовское сельское поселение)
Заречье — деревня в Череповецком районе Вологодской области.
Входит в состав Коротовского сельского поселения, с точки зрения административно-территориального деления — в Коротовский сельсовет.
Расстояние до районного центра Череповца по автодороге — 64 км, до центра муниципального образования Коротово по прямой — 4 км. Ближайшие населённые пункты — Паршино, Катилово, Улома.
По переписи 2002 года население — 22 человека (9 мужчин, 13 женщин). Преобладающая национальность — русские (95 %).